# شهرستان دیر لودج (مونتانا)
شهرستان دیر لودج، مونتانا (به انگلیسی: Deer Lodge County, Montana) یک سکونتگاه مسکونی در ایالات متحده آمریکا است که در ایالت مونتانا واقع شده‌است.

## خصوصیات
شهرستان دیر لودج ۱٬۹۱۹٫۱۹ کیلومترمربع مساحت دارد.